# Knut Magne Valle
Knut Magne Valle (ur. 5 sierpnia 1974 w Gjerstad) – norweski muzyk, kompozytor i producent muzyczny. W 1995 roku, po odejściu Carla Augusta Tidemanna dołączył do zespołu Arcturus. Przez krótki okres był także członkiem zespołu Ulver. Jest właścicielem Mølla Studio, wraz ze swym przyjacielem lutnikiem, Jarle Grimslandem co roku organizuje Mølla Festival w Gjerstad. Udziela lekcji gry na gitarze w szkole Gitarskolen.

## Dyskografia
Arcturus
- La Masquerade Infernale (1997)
- Disguised Masters (1999)
- The Sham Mirrors (2002)
- Sideshow Symphonies (2005)
- Shipwrecked in Oslo DVD (2006)

Gościnnie
- Ulver - Themes from William Blake’s The Marriage of Heaven and Hell (1998)
- Fleurety - Department of Apocalyptic Affairs (2000)

Produkcja
- Mayhem - Wolf’s Lair Abyss (1997)
- Ulver - Themes from William Blake’s The Marriage of Heaven and Hell (1998)
- Aura Noir - Deep Tracts Of Hell (1998)
- Ragnarok - Diabolical Age (2000)
- Aura Noir - Deep Dreams Of Hell (2005)
- Mayhem - Ordo Ad Chao (2007)
- Ravencult - Temples Of Torment (2007)